# ジョナサン・インディア
ジョナサン・ジョセフ・インディア（Jonathan Joseph India, 1996年12月15日 - ）は、 アメリカ合衆国フロリダ州フォートローダーデール出身のプロ野球選手（内野手）。右投右打。MLBのカンザスシティ・ロイヤルズ所属。

## 経歴

### プロ入り前
2015年のMLBドラフト26巡目（全体781位）でミルウォーキー・ブルワーズから指名されたが、契約せずにフロリダ大学へ進学した。
大学では2017年に行われたメンズ・カレッジ・ワールドシリーズで優勝を経験している。

### プロ入りとレッズ時代
2018年のMLBドラフト1巡目（全体5位）でシンシナティ・レッズから指名されプロ入り。契約後、傘下のアパラチアンリーグのルーキー級グリーンビル・レッズでプロデビュー。パイオニアリーグのルーキー級ビリングス・マスタングスとA級デイトン・ドラゴンズでもプレーし、3球団合計で44試合に出場して打率.240、6本塁打、23打点、6盗塁を記録した。 
2019年はA+級デイトナ・トーテュガスとAA級チャタヌーガ・ルックアウツでプレーし、2球団合計で121試合に出場して打率.259、11本塁打、44打点、11盗塁を記録した。オフにはアリゾナ・フォールリーグに参加し、グレンデール・デザートドッグスに所属した。
2021年4月1日にメジャー契約を結んでアクティブ・ロースター入りした。メジャーデビューとなった同日のセントルイス・カージナルスとのシーズン開幕戦にて「7番・二塁手」で先発出場し、4打数で2安打を記録した。この年は150試合に出場して、打率.269、21本塁打、69打点、OPS .835を記録し、オフの11月15日に球団史上8人目となる新人王を受賞した。
2022年は右ハムストリングの負傷で故障者リストに2度入った影響で103試合の出場に留まり、打率.249、10本塁打、41打点、OPS.705を記録した。
2023年は左足の足底筋膜炎の影響で119試合の出場に留まり、打率.244、OPS.746、17本塁打、61打点を記録した。
2024年2月9日に2年総額880万ドルの契約に合意し、年俸調停を回避した。この年は151試合に出場し、打率.248、OPS.749、15本塁打、58打点を記録した。

### ロイヤルズ時代
2024年11月21日にブレイディ・シンガーとのトレードで、ジョーイ・ウィーマーと共にカンザスシティ・ロイヤルズへ移籍した。

## 詳細情報

### 年度別打撃成績
| 年 度    | 球 団    | 試 合 | 打 席 | 打 数 | 得 点 | 安 打 | 二 塁 打 | 三 塁 打 | 本 塁 打 | 塁 打 | 打 点 | 盗 塁 | 盗 塁 死 | 犠 打 | 犠 飛 | 四 球 | 敬 遠 | 死 球 | 三 振 | 併 殺 打 | 打 率 | 出 塁 率 | 長 打 率 | O P S |
| -------- | -------- | ----- | ----- | ----- | ----- | ----- | -------- | -------- | -------- | ----- | ----- | ----- | -------- | ----- | ----- | ----- | ----- | ----- | ----- | -------- | ----- | -------- | -------- | ----- |
| 2021     | CIN      | 150   | 631   | 532   | 98    | 143   | 34       | 2        | 21       | 244   | 69    | 12    | 3        | 1     | 4     | 71    | 1     | 23    | 141   | 13       | .269  | .376     | .459     | .835  |
| 2022     | CIN      | 103   | 431   | 386   | 48    | 96    | 16       | 2        | 10       | 146   | 41    | 3     | 4        | 0     | 0     | 31    | 1     | 14    | 94    | 5        | .249  | .327     | .378     | .705  |
| 2023     | CIN      | 119   | 529   | 454   | 78    | 111   | 23       | 0        | 17       | 185   | 61    | 14    | 2        | 0     | 7     | 52    | 0     | 16    | 109   | 13       | .244  | .338     | .407     | .746  |
| 2024     | CIN      | 151   | 637   | 533   | 84    | 132   | 28       | 2        | 15       | 209   | 58    | 13    | 2        | 2     | 7     | 80    | 0     | 15    | 125   | 16       | .248  | .357     | .392     | .750  |
| MLB：4年 | MLB：4年 | 523   | 2228  | 1905  | 308   | 482   | 101      | 6        | 63       | 784   | 229   | 42    | 11       | 3     | 18    | 234   | 2     | 68    | 469   | 47       | .253  | .352     | .412     | .764  |

- 2024年度シーズン終了時
- 各年度の太字はリーグ最高

### 年度別守備成績
| 年 度 | 球 団 | 二塁（2B） | 二塁（2B） | 二塁（2B） | 二塁（2B） | 二塁（2B） | 二塁（2B） |
| 年 度 | 球 団 | 試 合      | 刺 殺      | 補 殺      | 失 策      | 併 殺      | 守 備 率   |
| ----- | ----- | ---------- | ---------- | ---------- | ---------- | ---------- | ---------- |
| 2021  | CIN   | 148        | 269        | 336        | 15         | 78         | .976       |
| 2022  | CIN   | 86         | 104        | 177        | 10         | 31         | .966       |
| 2023  | CIN   | 104        | 162        | 219        | 9          | 62         | .977       |
| 2024  | CIN   | 133        | 217        | 239        | 4          | 53         | .991       |
| MLB   | MLB   | 471        | 752        | 971        | 38         | 224        | .978       |

- 2024年度シーズン終了時
- 各年度の太字はリーグ最高

### 表彰
- 新人王（2021年）[9]

### 背番号
- 6（2021年 - ）